# Fieni
Fieni é uma cidade da Roménia com 8.092 habitantes, localizada no judeţ (distrito) de Dâmboviţa.